# فرناندو فيرير
فرناندو فيرير (بالإنجليزية: Fernando Ferrer)‏ هو سياسي أمريكي، ولد في 30 أبريل 1950 في ذا برونكس في الولايات المتحدة. حزبياً، نشط في الحزب الديمقراطي. وقد انتخب رئيس الناحية ‏ (1987 – 2001).